# Луганська дирекція залізничних перевезень
Луга́нська дире́кція залізни́чних переве́зень (ДН-4) — одна з трьох дирекцій Донецької залізниці ПАТ «УЗ». Обслуговує залізниці, які розташовані в межах Луганської області України.

## Управління
Управління дирекції знаходиться за адресою: Луганськ, вул. Кірова, 44

## Станції
Вузлові станції дирекції: Луганськ, Лутугине, Родакове, Сентянівка, Комунарськ, Попасна, Лисичанськ, Кіндрашівська-Нова та ін. До її складу входять: РПЧ-5 Сватове, РПЧ-7 Родакове, ТЧ-6 Попасна, ТЧ-3 Сентянівка, ТЧ-16 Кіндрашівська-Нова, ЛВЧД-3 Луганськ.

## Межі дирекції
Дирекція межує з Дебальцевською та Лиманською дирекціями Донецької залізниці, Південною залізницею (по ст. Сватове), а також з Північно-Кавказькою (по ст. Іллєнко та Ізварине) та Південно-Східною (по ст. Лантратівка) залізницями Росії.

## Послуги
Перелік послуг, що надаються:
- Маневрові та буксирувальні
- Перевезення пасажирів, багажу, вантажобагажу та пошти у поїздах
- Обслуговування пасажирів на залізничному вокзалі
- Перевезення вантажів залізничним транспортом
- Транспортне оброблення вантажів
- Зберігання вантажів
- Продаж проїзних документів
- Надання транспортних засобів для організації перевезення пасажирів
- Допоміжні транспортні послуги.